# Tour der neuseeländischen Rugby-Union-Nationalmannschaft nach Südafrika 1949
| Tour der All Blacks nach Südafrika 1949 | Tour der All Blacks nach Südafrika 1949 | Tour der All Blacks nach Südafrika 1949 | Tour der All Blacks nach Südafrika 1949 | Tour der All Blacks nach Südafrika 1949 |
| Übersicht                               | S                                       | G                                       | U                                       | N                                       |
| --------------------------------------- | --------------------------------------- | --------------------------------------- | --------------------------------------- | --------------------------------------- |
| Test Matches                            | 04                                      | 0                                       | 0                                       | 4                                       |
| Sonstige Spiele                         | 21                                      | 15                                      | 4                                       | 2                                       |
| Gesamt                                  | 25                                      | 15                                      | 4                                       | 6                                       |
|                                         |                                         |                                         |                                         |                                         |
| Südafrika                               | 04                                      | 0                                       | 0                                       | 4                                       |

Die Tour der neuseeländischen Rugby-Union-Nationalmannschaft nach Südafrika 1949 umfasste eine Reihe von Freundschaftsspielen der All Blacks, der Nationalmannschaft Neuseelands in der Sportart Rugby Union. Das Team reiste von Mai bis September 1949 durch Südafrika und bestritt während dieser Zeit 25 Spiele. Darunter waren vier Test Matches gegen die Springboks, die alle verloren gingen. In den 21 weiteren Begegnungen mit regionalen Auswahlteams gab es zwei weitere Niederlagen sowie vier Unentschieden.

## Ereignisse
Wie bereits 1928 (und später auch 1960) berücksichtigte die New Zealand Rugby Football Union für den 30-köpfigen Tourneekader keine Māori, um die von Südafrika festgelegten Apartheid-Bedingungen erfüllen zu können. Zu den besonders hervorzubehenden Nichtnominierten gehörten Johnny Smith, Ben Couch, Vince Bevan und Ronald Bryers, was das Team entscheidend schwächte. Smiths offizielles All-Blacks-Profil spricht heute davon, er sei „ein Opfer der unverzeihlichen Schwäche des neuseeländischen Verbands gegenüber den südafrikanischen Forderungen“ geworden. Die Verbandsspitze erklärte, man habe die Māori-Spieler nicht den Repressalien der Südafrikaner aussetzen wollen. 2010 entschuldigten sich der neuseeländische und der südafrikanische Rugbyverband sowie die Regierung Südafrikas für die damaligen Auswahlkriterien.
Aus sportlicher Sicht verlief die Tour für die Neuseeländer wenig erfolgreich. Sie verloren alle vier Test Matches gegen die Springboks und zeigten auch in den übrigen Spielen ungewohnte Mühe. Beispielsweise resultierte in den beiden Begegnungen mit der Auswahl Rhodesiens eine Niederlage und ein Unentschieden. Parallel zu dieser Tour fand im August und September 1949 eine Tour der Australier nach Neuseeland statt. Dies führte zur ungewöhnlichen Situation, dass am 3. September 1949 zwei Test Matches der All Blacks ausgetragen wurden (je eines in Durban und Wellington), die beide verloren gingen. Hauptgrund für die Durchführung der Tour der Australier war, dass der neuseeländische Verband auch den Māori Länderspiele ermöglichen wollte.

## Spielplan
- Hintergrundfarbe grün = Sieg
- Hintergrundfarbe gelb = Unentschieden
- Hintergrundfarbe rot = Niederlage

(Test Matches sind grau unterlegt; Ergebnisse aus der Sicht Neuseelands)
| #  | Datum              | Gegner                        | Ort            | Stadion                      | Ergebnis |
| -- | ------------------ | ----------------------------- | -------------- | ---------------------------- | -------- |
| 01 | 31. Mai 1949       | Western Province Universities | Kapstadt       | Newlands Stadium             | 11:9     |
| 02 | 04. Juni 1949      | Boland                        | Wellington     | Boland Stadium               | 8:5      |
| 03 | 08. Juni 1949      | South Western Districts       | Oudtshoorn     | Oudtshoorn Ground            | 21:3     |
| 04 | 11. Juni 1949      | Eastern Province              | Port Elizabeth | St George’s Park             | 6:3      |
| 05 | 15. Juni 1949      | Border                        | East London    | Recreation Ground            | 0:9      |
| 06 | 18. Juni 1949      | Natal                         | Durban         | Kingsmead Stadium            | 8:0      |
| 07 | 22. Juni 1949      | Western Transvaal             | Potchefstroom  | Kruger Park                  | 19:3     |
| 08 | 25. Juni 1949      | Transvaal XV                  | Johannesburg   | Ellis Park Stadium           | 6:3      |
| 09 | 29. Juni 1949      | Orange Free State             | Kroonstad      | Recreation Ground            | 9:9      |
| 10 | 02. Juli 1949      | Eastern Transvaal             | Springs        | PAM Brink Stadium            | 5:6      |
| 11 | 09. Juli 1949      | Western Province              | Kapstadt       | Newlands Stadium             | 6:3      |
| 12 | 16. Juli 1949      | Südafrika                     | Kapstadt       | Newlands Stadium             | 11:15    |
| 13 | 23. Juli 1949      | Transvaal                     | Johannesburg   | Ellis Park Stadium           | 13:3     |
| 14 | 27. Juli 1949      | Rhodesien                     | Bulawayo       | Hartsfield                   | 8:10     |
| 15 | 30. Juli 1949      | Rhodesien                     | Salisbury      | Old Hararians’ Ground        | 3:3      |
| 16 | 06. August 1949    | Northern Transvaal            | Pretoria       | Loftus Versfeld Stadium      | 6:3      |
| 17 | 13. August 1949    | Südafrika                     | Johannesburg   | Ellis Park Stadium           | 6:12     |
| 18 | 17. August 1949    | Northern Universities         | Pretoria       | Loftus Versfeld Stadium      | 17:3     |
| 19 | 20. August 1949    | Griqualand West               | Bloemfontein   | Ramblers Cricket Club Ground | 8:6      |
| 20 | 24. August 1949    | North-Eastern Districts       | Aliwal North   | Aliwal North Ground          | 35:3     |
| 21 | 27. August 1949    | Orange Free State             | Bloemfontein   | Springbok Park               | 14:9     |
| 22 | 03. September 1949 | Südafrika                     | Durban         | Kingsmead Stadium            | 3:9      |
| 23 | 10. September 1949 | Border                        | East London    | Recreation Ground            | 6:6      |
| 24 | 17. September 1949 | Südafrika                     | Port Elizabeth | St George’s Park             | 8:11     |
| 25 | 21. September 1949 | Cape Town Clubs               | Kapstadt       | Newlands Stadium             | 11:11    |

## Test Matches
| 16. Juli 1949 | Südafrika               | 15 : 11        | Neuseeland                                                                  | Newlands Stadium, Kapstadt Zuschauer: 42.000 Schiedsrichter: Edwin Hofmeyr (Südafrika) |
| 16. Juli 1949 | Straftritte: Geffin (5) | (3:11) Bericht | Versuche: Henderson Erhöhungen: Scott Straftritte: Scott Dropgoals: Kearney | Newlands Stadium, Kapstadt Zuschauer: 42.000 Schiedsrichter: Edwin Hofmeyr (Südafrika) |

Aufstellungen:
- Südafrika: Hansie Brewis, Felix du Plessis , Floris Duvenage, Aaron Geffin, Jorrie Jordaan, Henri Koch, Tjol Lategan, Buks Marais, Cecil Moss, Hennie Muller, Louis Strydom, Barend van der Merwe, Jack van der Schyff, Christoffel van Jaarsveld, Johannes Wahl
- Neuseeland: Fred Allen, Eric Boggs, Haswell Catley, Ron Elvidge, Lachlan Grant, Lester Harvey, Peter Henderson, James Kearney, Jack McNab, Larry Savage, Bob Scott, Johnny Simpson, Kevin Skinner, Neville Thornton, Charles Willocks

| 13. August 1949 | Südafrika                                                      | 12 : 6        | Neuseeland                            | Ellis Park Stadium, Johannesburg Zuschauer: 70.000 Schiedsrichter: Ralph Burmeister (Südafrika) |
| 13. August 1949 | Versuche: Brewis Lategan Straftritte: Geffin Dropgoals: Brewis | (6:3) Bericht | Straftritte: Scott Dropgoals: Kearney | Ellis Park Stadium, Johannesburg Zuschauer: 70.000 Schiedsrichter: Ralph Burmeister (Südafrika) |

Aufstellungen:
- Südafrika: Hansie Brewis, Felix du Plessis , Salty du Rand, Fonnie du Toit, Aaron Geffin, Jorrie Jordaan, Chris Koch, Henri Koch, Tjol Lategan, Buks Marais, Cecil Moss, Hennie Muller, Louis Strydom, Jack van der Schyff, Ryk van Schoor
- Neuseeland: Fred Allen , Haswell Catley, Ron Elvidge, Harry Frazer, Lachlan Grant, Lester Harvey, Peter Henderson, Peter Johnstone, James Kearney, Jack McNab, Bill Meates, Larry Savage, Bob Scott, Johnny Simpson, Kevin Skinner

| 3. September 1949 | Südafrika               | 9 : 3         | Neuseeland        | Kingsmead Stadium, Durban Zuschauer: 30.000 Schiedsrichter: Edwin Hofmeyr (Südafrika) |
| 3. September 1949 | Straftritte: Geffin (3) | (6:3) Bericht | Versuche: Goddard | Kingsmead Stadium, Durban Zuschauer: 30.000 Schiedsrichter: Edwin Hofmeyr (Südafrika) |

Aufstellungen:
- Südafrika: Hansie Brewis, Felix du Plessis , Salty du Rand, Fonnie du Toit, Floris Duvenage, Philippus Geel, Aaron Geffin, Jorrie Jordaan, Chris Koch, Henri Koch, Tjol Lategan, Cecil Moss, Hennie Muller, Jack van der Schyff, Ryk van Schoor
- Neuseeland: Neville Black, Haswell Catley, Patrick Crowley, Ron Elvidge , Maurice Goddard, Lester Harvey, Peter Henderson, James Kearney, Maurice McHugh, Jack McNab, Bill Meates, Bob Scott, Johnny Simpson, Kevin Skinner, Charles Willocks

| 17. September 1949 | Südafrika                                                                  | 11 : 8        | Neuseeland                                    | St George’s Park, Port Elizabeth Zuschauer: 28.500 Schiedsrichter: Ralph Burmeister (Südafrika) |
| 17. September 1949 | Versuche: du Toit Erhöhungen: Geffin Straftritte: Geffin Dropgoals: Brewis | (0:3) Bericht | Versuche: Elvidge Johnstone Erhöhungen: Scott | St George’s Park, Port Elizabeth Zuschauer: 28.500 Schiedsrichter: Ralph Burmeister (Südafrika) |

Aufstellungen:
- Südafrika: Willem Barnard, Hansie Brewis, Fonnie du Toit, Aaron Geffin, Edwin Geraghty, Jorrie Jordaan, Basil Kenyon , Chris Koch, Henri Koch, Tjol Lategan, Piet Malan, Cecil Moss, Hennie Muller, Jack van der Schyff, Ryk van Schoor
- Neuseeland: Haswell Catley, Desmond Christian, Patrick Crowley, Graham Delamore, Ron Elvidge , Maurice Goddard, Lester Harvey, Peter Henderson, Peter Johnstone, Bill Meates, Larry Savage, Bob Scott, Johnny Simpson, Kevin Skinner, Charles Willocks

## Kader

### Management
- Tourmanager: Jim Parker[4]
- Kapitän: Fred Allen

### Spieler
| Spieler         | Position         | Mannschaft       |
| --------------- | ---------------- | ---------------- |
| Neville Black   | Verbindungshalb  | Auckland         |
| Graham Delamore | Verbindungshalb  | Wellington       |
| James Kearney   | Verbindungshalb  | Otago            |
| Fred Allen      | Innendreiviertel | Auckland         |
| Ron Elvidge     | Innendreiviertel | Otago            |
| Maurice Goddard | Innendreiviertel | South Canterbury |
| Keith Gudsell   | Innendreiviertel | Wanganui         |
| Eric Boggs      | Außendreiviertel | Auckland         |
| Ian Botting     | Außendreiviertel | Otago            |
| Peter Henderson | Außendreiviertel | Wanganui         |
| Bill Meates     | Außendreiviertel | Otago            |
| Bob Scott       | Schlussmann      | Auckland         |
| Jack Goddard    | Schlussmann      | South Canterbury |

| Spieler           | Position             | Mannschaft       |
| ----------------- | -------------------- | ---------------- |
| Bill Conrad       | Gedrängehalb         | Waikato          |
| Larry Savage      | Gedrängehalb         | Canterbury       |
| Patrick Crowley   | Flügelstürmer        | Auckland         |
| Lachlan Grant     | Flügelstürmer        | South Canterbury |
| Peter Johnstone   | Flügelstürmer        | Otago            |
| Jack McNab        | Flügelstürmer        | Otago            |
| Neville Thornton  | Flügelstürmer        | Auckland         |
| Harry Frazer      | Zweite-Reihe-Stürmer | Hawke’s Bay      |
| Lester Harvey     | Zweite-Reihe-Stürmer | Otago            |
| Maurice McHugh    | Zweite-Reihe-Stürmer | Auckland         |
| Charles Willocks  | Zweite-Reihe-Stürmer | Otago            |
| Raymond Dalton    | Pfeiler              | Otago            |
| Johnny Simpson    | Pfeiler              | Auckland         |
| Kevin Skinner     | Pfeiler              | Otago            |
| Desmond Christian | Pfeiler              | Auckland         |
| Haswell Catley    | Hakler               | Waikato          |
| Norman Wilson     | Hakler               | Otago            |